# Canale Gowanus

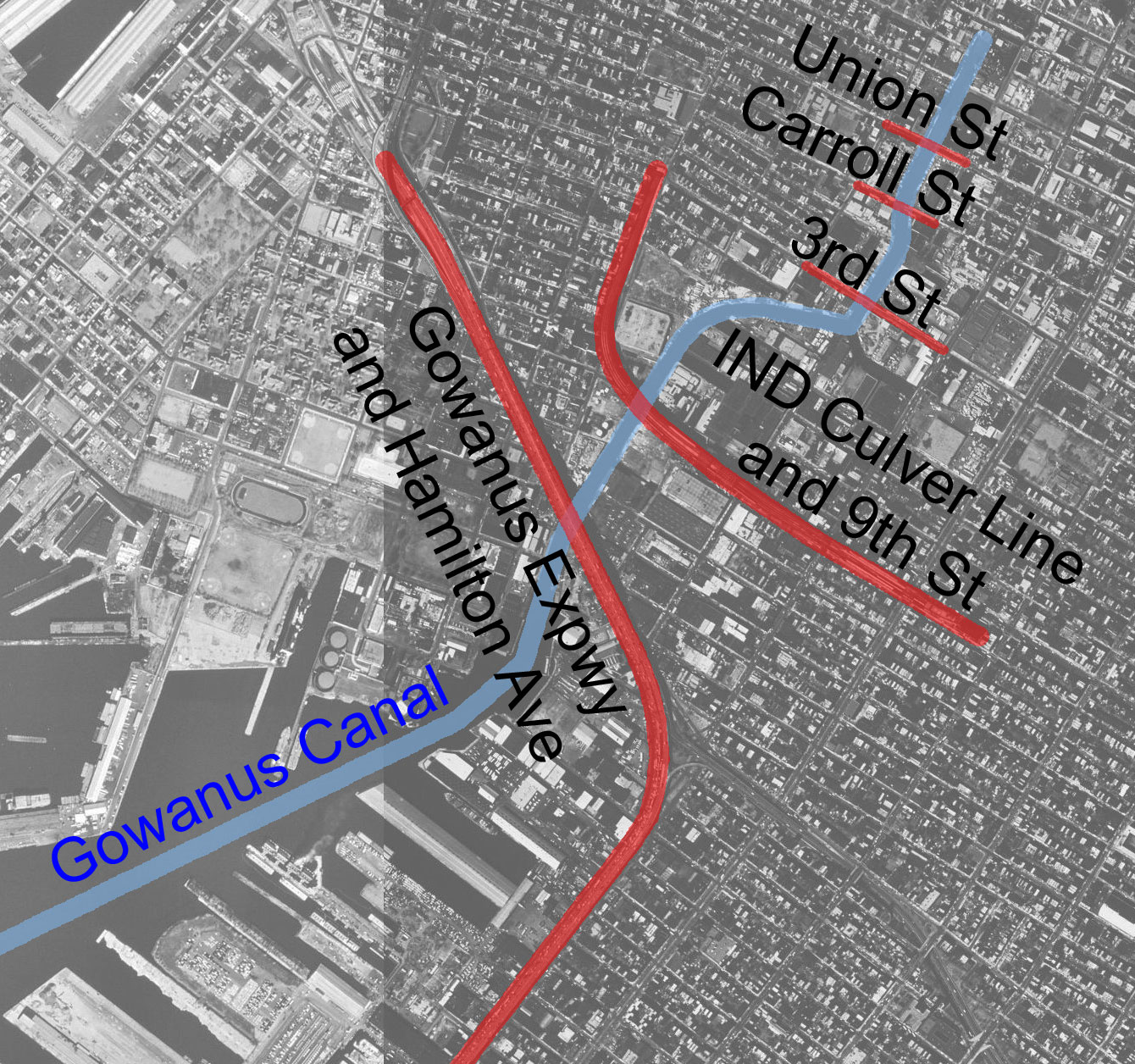
Visuale aerea del canale

Il canale Gowanus è un canale della città di New York, nel quartiere di Brooklyn, geograficamente sulla parte più occidentale di Long Island. Collegato alla baia di Gowanus nella baia di Upper New York, il canale traccia i confini di Red Hook e Sud Brooklyn a ovest, e a est del Parco Slope. Ci sono 5 ponti che lo attraversano da est a ovest a Union Street, Carroll Street, Third Street, Ninth Street, e Hamilton Avenue.
All'inizio del 2006 sorse il problema della gestione delle acque reflue, per una controversia sulla progettazione della Brooklyn Nets Arena: un campo da pallacanestro e 17 grattacieli.